# Blacus striatus
Blacus striatus är en stekelart som beskrevs av Van Achterberg 1976. Blacus striatus ingår i släktet Blacus, och familjen bracksteklar. Inga underarter finns listade.